# リカルド・テサリク
リカルド・テサリク（Richard Tesařík、1915年12月3日 - 1967年3月27日）は、チェコスロバキアの軍人。少将。
| スタブアイコン | サブスタブ | この項目は、まだ閲覧者の調べものの参照としては役立たない、人物に関連した書きかけの項目です。この項目を加筆・訂正などしてくださる協力者を求めています（P:人物伝/PJ:人物伝）。 |